# سروپلاستیک اسید
سروپلاستیک اسید (به انگلیسی: Ceroplastic acid) با فرمول شیمیایی C۳۵H۷۰O۲ یک ترکیب شیمیایی با شناسه پاب‌کم ۵۲۸۲۵۹۵ است. که جرم مولی آن ۵۲۲٫۹۳ g/mol می‌باشد. 